# Mýtus dýky v zádech

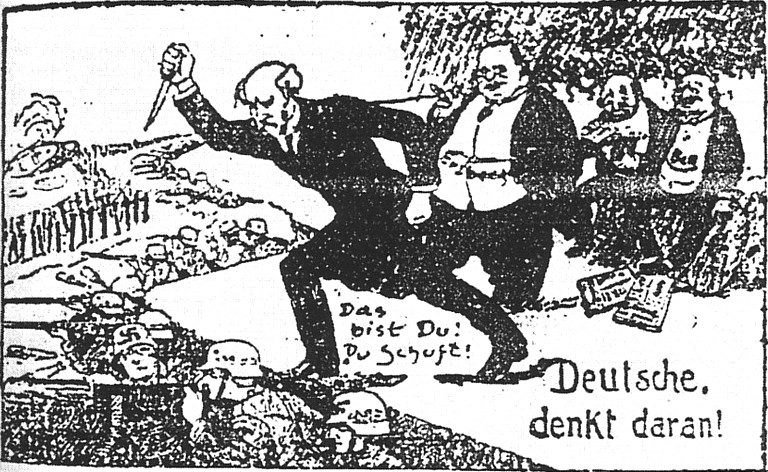
Krajně pravicová karikatura z roku 1924, sociální demokrat Philipp Scheidemann a centrista Matthias Erzberger „vráží vojákům nůž do zad“

Mýtus dýky v zádech, německy Dolchstoßlegende, byla pravicově-konzervativní a antisemitská konspirační teorie, která zodpovědnost za prohru Německa v první světové válce přenášela z německé armády na civilisty v zázemí, zrádce německého národa. Spolu s podmínkami versailleského míru živila pocit křivdy a touhy po revizi mírového uspořádání a stala se základní součástí ideologie nacismu.
Podle teorie by armáda na bojištích nikdy neprohrála, kdyby ji nezradili civilisté v zázemí, zejména republikáni, kteří svrhli dynastii Hohenzollernů během listopadové revoluce roku 1918, a kteří 11. listopadu 1918 podepsali příměří. Extrémnější síly, jako nacisté, ji od začátku rozpracovávali jako antisemitskou, neboť „listopadové zrádce“ definovali jako „marxisty, Židy a kulturní bolševiky“. Celý systém Výmarské republiky (tedy demokratický systém) pak označovali za produkt této národní zrady a symbol německého ponížení. Velká část střední třídy mýtus kudly v zádech přijímala jako úlevný, protože porážka ve válce s dávným nepřítelem Francií byla pro ni nesmírně frustrující (revanšismus).
Historici však představu, že Německo prohrálo válku v zázemí, odmítli. Ačkoli Francie byla válkou podobně zdecimována jako Německo a sotva by se zmohla na invazi na německé území, mýtus podle nich nebere v úvahu vstup Spojených států do války a jejich mimořádné a dosud válkou nevyčerpané zdroje. Stejně tak pomíjí fakt, že spojenci Německa – Osmanská říše a Rakousko-Uhersko – se zhroutili a nechtěli dále bojovat. Německo vedlo válku útočnou a nikoli obrannou - na konci roku 1918 prohrálo, protože vyčerpalo své zdroje, aniž mohlo dosáhnout svých útočných cílů, bez ohledu na to, že francouzská armáda by asi nedobyla německé území, kdyby o to usilovala.

## Zrod mýtu

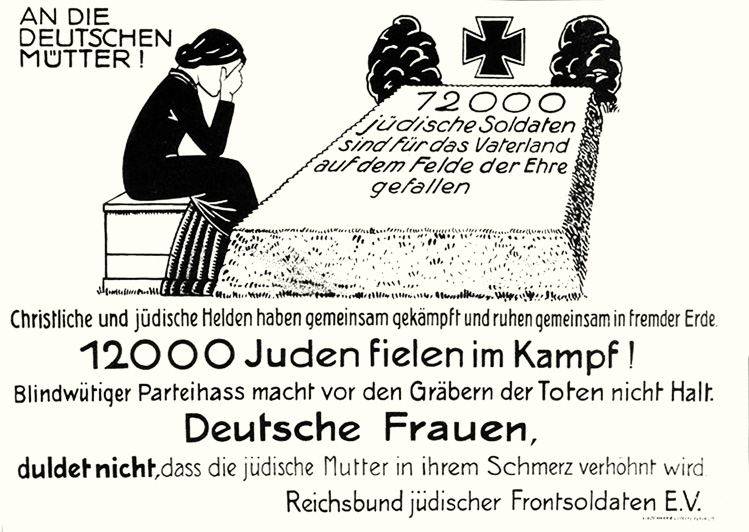
Plakát Svazu německých židovských veteránů, kterým se svaz snažil oponovat šířícím se pověstem o židovské vině na německé porážce. „12 000 židovských vojáků padlo v boji za vlast,“ upozorňuje plakát

Mýtus měl své kořeny už někde v roce 1916 a již tehdy měl v sobě antisemitský sentiment, který vycházel přímo z vedení armády. V tom roce, patrně v souvislosti s pochopením, že válka nebude rychlá, vedení armády nařídilo sečtení Židů v armádě se záměrem ukázat, že Židé v ní nemají takové zastoupení, jaké by odpovídalo jejich poměru v populaci, protože nejsou praví vlastenci. Sčítání však ukázalo pravý opak, Židé byli zastoupeni jak v armádě jako celku, tak na bojových pozicích na frontě, více než v celé společnosti. Císařská německá armáda pak zakázala výsledky tohoto sčítání zveřejnit.
Oficiální zrození samotného termínu „dýky v zádech“ je datováno k podzimu 1919, kdy německý generál a hlavní strůjce taktiky německé armády na bojištích první světové války Erich Ludendorff (jinak též vášnivý antisemita a vyznavač teorií o zednářském spiknutí) stoloval s vedoucím britské vojenské mise v Berlíně, britským generálem Sirem Neillem Malcolmem. Malcolm se tehdy zeptal Ludendorffa, proč podle něj Německo válku prohrálo. Ludendorff odpověděl seznamem výmluv, včetně toho, že selhalo zázemí, neboli „domácí fronta“. Malcolm se prý zeptal: „Chcete říci, generále, že jste byl bodnut do zad?“ Ludendorffovy oči se prý rozzářily a „skočil po této větě jako pes po kosti“. "Ano, to je přesně ono, bodnuti do zad!" opakoval prý několikrát nadšeně (přitom je prokázáno, že sám Ludendorff na podzim 1918 žádal politiky jednat o míru, protože válku už dále vést nešlo). Malcolm soudí, že od Ludendorffa se od tohoto momentu tato fráze šířila německými konzervativními kruhy jako lavina.

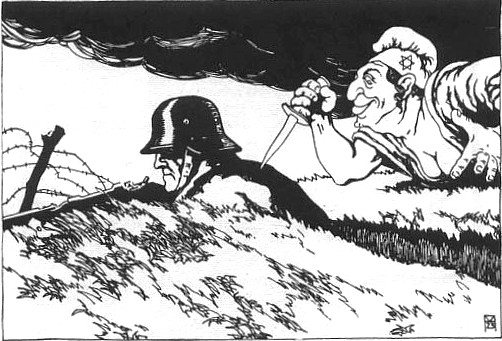
Karikatura zobrazující Žida v podobě francouzské Marianny, který vráží nůž do zad bojujícího německého vojáka. Rakouská pohlednice z roku 1919.

V roce 1919 vydal vůdce antisemitské völkisch organizace Deutschvölkischer Schutz und Trutzbund Alfred Roth, pod pseudonymem Otto Arnim, knihu Žid v armádě. Roth se ujal interpretace faktu velkého počtu Židů v armádě, kterou odhalilo sčítání, na němž se mimo jiné podílel. Vyrovnal se s tímto faktem teorií, že většina z těchto Židů se nechala naverbovat jen proto, aby se mohla stát špióny nepřítele. Židovské důstojníky pak obviňoval z toho, že podporovali „mentalitu porážky“. Od této teorie byl už jen krůček propojit ji s mýtem kudly v zádech.
Další polínko do vznikajícího konspiračního ohýnku přiložil polní maršál Paul von Hindenburg, když vypovídal před parlamentní komisí, která měla zjistit příčiny válečné porážky (Untersuchungsausschuß für Schuldfragen). Použil při výpovědi spojení "bodnutí do zad" a odvolával se na to, že o tom psaly švýcarské noviny Neue Zürcher Zeitung. Historici později vypátrali, že švýcarský článek se odvolával na dva jiné články v britských bulvárních novinách Daily Mail, které větu o bodnutí do zad vložily do úst generálu Fredericku Bartonovi Mauriceovi. Ten později popřel, že by ji někdy vyslovil. Svědectví Hindenburga však zaplavilo německý tisk, pracoval s ní zejména deník Deutsche Tageszeitung.
Antisemitskou konspirační teorii pak přivěsil na mýtus zejména Alfred Rosenberg v roce 1922 v článku Der Staatsfeindliche Sionismus (Sionismus, nepřítel státu). Rosenberg obvinil německé sionisty z práce na německé porážce a z podpory Británie, aby za to získali od Britů Balfourovu deklaraci, tedy britský slib vytvoření židovské domoviny v Palestině. Antisemitský prvek v teorii posilovaly i postavy některých židovských osobností v čele radikální levice (Rosa Luxemburgová), Bavorské republiky rad i Výmarské republiky, které extrémní pravice zuřivě nenáviděla. K takovým lidem patřil sociální demokrat Kurt Eisner, který psal proti válce již od roku 1916, nebo liberál Walther Rathenau. Oba byli pravicovými radikály zavražděni. Paradoxem bylo, že extrémistický tisk, především noviny Alfreda Hugenberga, za Židy označoval i osoby, které židovský původ neměly, jako byl představitel katolické strany Centrum Matthias Erzberger, rovněž zavražděný, nebo sociálnědemokratický prezident Friedrich Ebert (byla to ovšem i Ebertova špatně chápaná slova k vracejícím se veteránům „vracíte se neporaženi“, která přispěla k šíření teorie).
V roce 1924 vydal mnichovský deník Süddeutsche Monatshefte sérii článků, v nichž obviňoval sociálnědemokratickou stranu (SPD) a odbory (v závěru války skutečně došlo v několika zbrojních továrnách ke stávkám, takže vojáci zůstali bez dostatečné zásoby materiálu), že způsobily porážku Německa v první světové válce. Články vycházely během soudního procesu s Adolfem Hitlerem a Ludendorffem po jejich pivním puči v roce 1923. SPD žalovala noviny pro pomluvu, což vedlo ke vzniku tzv. mnichovského Dolchstoßprozessu, který probíhal od 19. do 20. listopadu 1925. Pro Hitlera měl tento vysvětlující model první světové války zásadní osobní význam. Dozvěděl se o německé porážce, když byl po plynovém útoku na frontě léčen pro dočasnou slepotu. Nemohl zprávě uvěřit, neboť si byl jist, že německá armáda je silná a blízko konečnému vítězství. V Mein Kampfu popsal tuto chvíli jako moment, který ho přiměl vstoupit do politiky a bojovat proti „listopadovým zrádcům“. Poté, co Hitler uchopil v roce 1933 moc, stal se mýtus kudly v zádech, se silným antisemitským akcentem, pevnou součástí státní ideologie.
Richard M. Hunt ve svém článku z roku 1958 napsal, že mýtus kudly v zádech byl nevyvratitelným emocionálním přesvědčením milionů meziválečných Němců, jímž ulevovali hanbě za slabost a porážku. „Zmocnil se německé národní psychologie, a sloužil jako rozpouštědlo výmarské demokracie a také jako ideologický cement Hitlerovy diktatury,“ napsal Hunt. 
Sociologové si později povšimli, že podobný mechanismus se objevil v USA po prohrané válce ve Vietnamu, byť bez antisemitských příměsí. V jistých obměnách se uplatnil i jinde, včetně českých zemí po mnichovské kapitulaci („národ neselhal, zradili ho politici“).